# Dysdera hormuzensis
Dysdera hormuzensis (лат.) — вид аранеоморфных пауков из семейства Dysderidae.
Обнаружен в Иране. Название происходит от имени острова Хормуз (Hormuz), где найдена типовая серия.

## Описание
Мелкий паук. Общая длина голотипа самки 8,11 мм. Карапакс 3,26 мм в длину и 2,56 в ширину. Диаметры глаз: передние AME 0,13 мм, заднесрединные PME 0,13 мм, заднебоковые PLE 0,14 мм. Карапакс, стернум, хелицеры, лабиум и максиллы оранжевые. Ноги бледно-оранжевые. Брюшко бледно-кремового цвета, без рисунка. Паутинные железы равномерно бледно-кремового цвета. Этот вид можно отличить от других близких видов своей группы, встречающихся в регионе, по рецептаклу, разделенному на две камеры (у других он неразделённый), и нечёткой спинной дугой (против чёткой). Включён в состав видовой группы Dysdera aculeata, для которой характерен удлинённый и шестиугольный карапакс, псемболус длиннее тегулума, с передним (= срединным) гребнем и заострённой вершиной. Расстояние между задними боковыми и срединными глазами (PLE и PME) менее половины их диаметра.

## Распространение
Иран, провинция Хормозган: остров Хормуз, 27°02’N, 56°29’E.